# داني مايور
داني مايور (بالإنجليزية: Danny Mayor)‏ هو لاعب كرة قدم بريطاني في مركز نصف الجناح، ولد في 18 أكتوبر 1990 في ليلاند ‏ في المملكة المتحدة. لعب مع بريستون نورث إيند وشيفيلد وينزداي ونادي بوري ونادي ترانمير روفرز ونادي ساوثيند يونايتد.

## وصلات خارجية
- داني مايور على موقع قاعدة بيانات كرة القدم.إي يو (الإنجليزية)
- داني مايور على موقع Soccerbase.com (لاعب) (الإنجليزية)